# Mantell Screes
Mantell Screes är en kulle i Antarktis. Den ligger i Östantarktis. Storbritannien gör anspråk på området. Toppen på Mantell Screes är 1 500 meter över havet.
Terrängen runt Mantell Screes är kuperad söderut, men norrut är den platt. Trakten är obefolkad. Det finns inga samhällen i närheten. 